# ریوا (گروه موسیقی)
ریوا (به انگلیسی: Riva) گروه موسیقی اهل یوگسلاوی است.
آن‌ها در سال ۱۹۸۹ به نمایندگی از یوگسلاوی در مسابقه یوروویژن شرکت کردند و برنده این مسابقه شدند.